# Per tutta la vita (film 1947)
Per tutta la vita è un film del 1947, diretto da Robert Gordon.

## Trama
Jeffrey Andrews è uno scrittore di talento, i romanzi del quale tuttavia non riescono ad affascinare il grande pubblico; una sera, quando è completamente ubriaco, quasi per scommessa egli inventa seduta stante una trama per un giallo, e la racconta al suo editore Henry Small – personaggio esoso inviso a molti, che costringe diversi dei suoi autori ad accettare contratti-capestro - e ad altre persone: la trama si incentra su un uomo trovato assassinato in una stanza tutte le uscite della quale risultano essere chiuse a chiave dall'interno, senza segni di scasso.
Il mattino dopo Andrews, ripresosi dalla sbornia, non riesce a ricordare quale fosse la sua soluzione del crimine apparentemente impossibile da lui ideato; e nella stessa mattina proprio Henry Small viene trovato cadavere in una stanza le cui uscite sono sigillate dall'interno. Il tenente di polizia Fred Applegate per circostanze fortuite coglie Andrews nei pressi della stanza dove il corpo di Small viene ritrovato, e lo accusa dell'omicidio, ma non può averne le prove finché non avrà appurato come un simile assassinio sia stato possibile. Comincia dunque la ricerca delle persone a cui Andrews aveva raccontato la trama, persone che risultano 
essere o difficilmente raggiungibili, o insospettabili, o morte (in un caso), o Andrews stesso.
Il colpevole è una di queste persone.